# Георги Наджаков/Литература
Това са източници относно Георги Наджаков.